# NGC 5133
NGC 5133 ist eine 13,7 mag helle Elliptische Galaxie vom Hubble-Typ E/S0 im Sternbild Jungfrau auf der Ekliptik. Sie ist schätzungsweise 271 Millionen Lichtjahre von der Milchstraße entfernt und hat einen Durchmesser von etwa 80.000 Lichtjahren.
Im selben Himmelsareal befindet sich u. a. die Galaxie IC 886.
Das Objekt wurde am 23. April 1881 von Édouard Jean-Marie Stephan entdeckt.